# Cases de Torredembarra
Les Cases de Torredembarra és una obra de Torredembarra (Tarragonès) inclosa a l'Inventari del Patrimoni Arquitectònic de Catalunya.

## Descripció
El nucli antic de Torredembarra té abundants cases amb façanes de maçoneria i reforços de carreus a les cantonades de cap als anys 1600, data en què es varen assentar els pobladors del primitiu nucli de Clarà a l'actual emplaçament del nucli antic.
La plaça de castell i segons algunes opinions són les cases més antigues del nucli originari poblacional.
Conserven la primitiva decoració d'esgrafiats que emmarca les finestres però és possible que si no és restauren ràpidament aquesta decoració desaparegui amb la consegüent pèrdua per al nostre patrimoni.
Tot aquest conjunt de cases val a dir que es troba en perill sinó es comencen les restauracions pertinents.